# (33154) Talent
(33154) Talent est un astéroïde de la ceinture principale.

## Description
(33154) Talent est un astéroïde de la ceinture principale. Il fut découvert le 22 février 1998 à Haleakala par le programme NEAT. Il présente une orbite caractérisée par un demi-grand axe de 2,61 UA, une excentricité de 0,06 et une inclinaison de 15,7° par rapport à l'écliptique.

## Compléments